# 満月英世
満月 英世（まんげつ ひでよ、1942年9月25日 - ）は、日本の元俳優、スーツアクター。神奈川県茅ヶ崎市出身。

## 来歴・人物
時代劇に憧れて上京し、八芸プロに参加。芸名は八芸プロの渡辺白洋児に付けられた。「英世」は東宝の俳優天本英世から取られており、渡辺が天本に許可を取っている。満月自身は特に天本に憧れていたなどということはないが、会話をしたことはあった。『ウルトラマン』では怪人・ミイラ人間のスーツアクターとして出演した。ミイラ人間以前にも怪獣ショーで1度だけ怪獣を演じており、どんな怪獣かは覚えていないが辛かったことは覚えているという。だがミイラ人間役はぬいぐるみを頭に被るだけで、体も包帯を巻いているだけだから務まるだろうと受けた。その後はショーにおける苦しさから懲り、怪獣を演じることはなかった。事務所にも仕事を回さないよう頼んだ気がすると語っている。1970年ごろ、家業を継ぐために引退した。

## 出演

### テレビドラマ
- ウルトラマン 第12話（1966年） - ミイラ人間[1]

### 映画
- 三大怪獣 地球最大の決戦（1964年）[1]
- 侍（1965年）[1]
- 太平洋奇跡の作戦 キスカ（1965年）[1]
- あゝ零戦（1965年）[1]
- 怪獣大戦争（1965年） - 自衛隊員[1]
- ゴジラ・エビラ・モスラ 南海の大決闘（1966年）[1]